# سيرجيو رومانو (كاتب)
سيرجيو رومانو (بالإيطالية: Sergio Romano)‏ هو صحفي ودبلوماسي ومؤرخ وكاتب إيطالي، ولد في 7 يوليو 1929 في فيتشنزا في إيطاليا.